# Phyllanthus pacoensis
Phyllanthus pacoensis là một loài thực vật có hoa trong họ Diệp hạ châu. Loài này được Thin miêu tả khoa học đầu tiên năm 1992.